# 84

## Події
- Консули Риму: Тит Флавій Доміціан та Гай Оппій Сабін.
- Римляни загарбують Шотландію
- Доміціан наказує будувати Верхньогермансько-ретійський лімес
- Доміціан підвищує на третину плату військам.

## Народились
- Імператор Сейму — 13-й Імператор Японії